# 박동춘 (1942년)
박동춘(朴東春, 1942년 - )은 조선민주주의인민공화국의 외교관이다. 프랑스(1998년), 벨리즈(2002년)에서 쿠바(2000년, 2004년)와 베네수엘라(2003년)에서 근무했다. 1998년에서 2000년까지 외무성에 근무했다.

## 같이 보기
- 조선민주주의인민공화국의 정치